# Guy Laroche

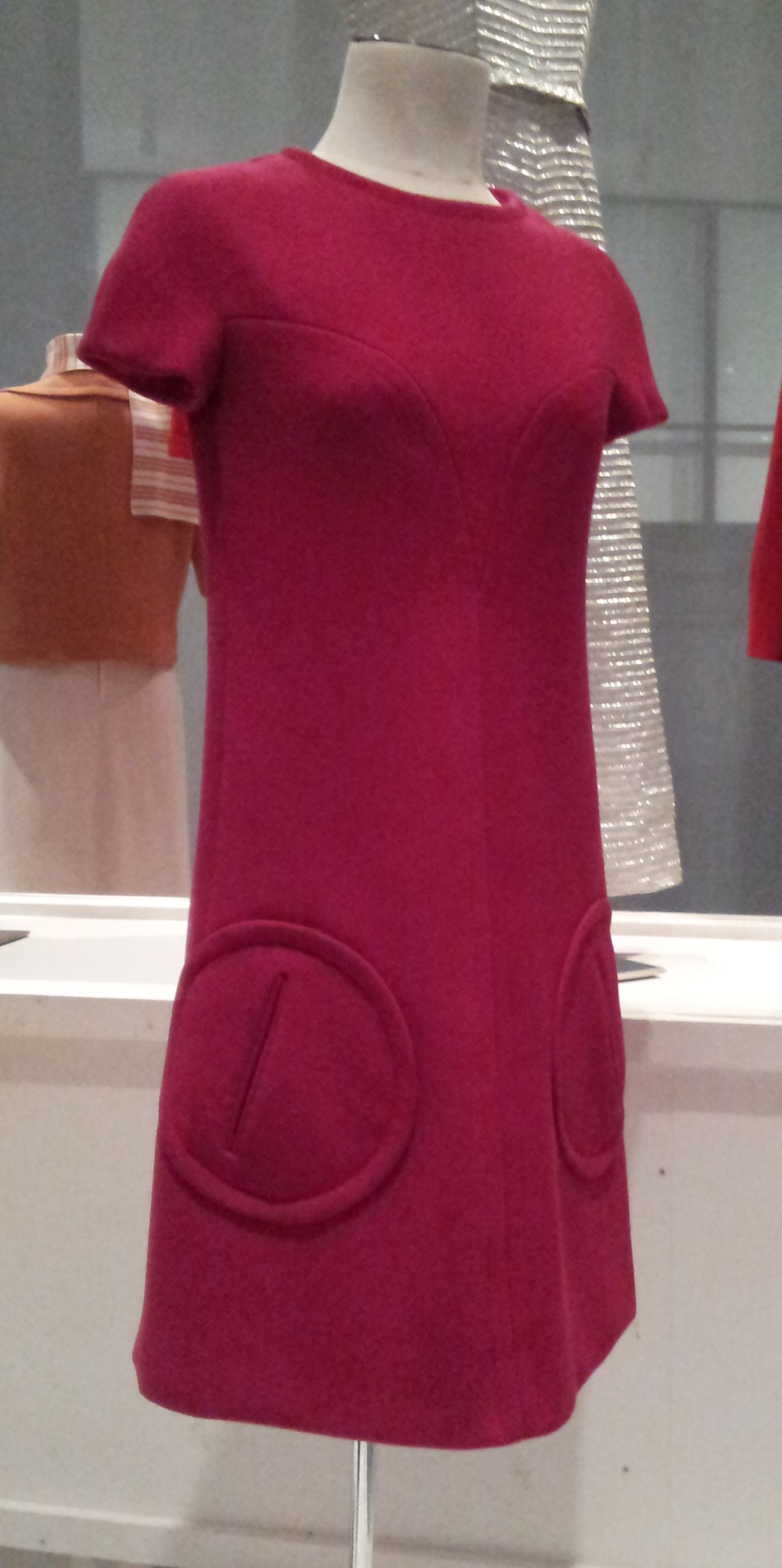
Minivestit en llana rosa, 1968

Guy Laroche   (La Rochelle, 16 de juliol de 1921 - París, 17 de febrer de 1989) va ser un dissenyador de moda francès

## Biografia
Laroche es plantejava estudiar medicina quan va assistir a una desfilada de moda amb un amic. Amb 19 anys i sense tenir cap formació específica en disseny de moda va iniciar la seva carrera en una barreteria. L'any 1949, va començar a treballar pel modist Jean Dessès, esdevenint el seu ajudant. Després de visitar els Estats Units per cercar nous mètodes de fabricació de moda prêt-à-porter, va fundar el seu taller d'alta costura a l'Avinguda Franklin Roosevelt de París, l'any 1957. Les seues primeres peces van estar influenciades per Balenciaga, Dior i Balmain; ben aviat, l'ús de línies més actuals van fer créixer la seva popularitat entre el públic femení més jove.
A la seva primera col·lecció, a més de ser ben acollida, va reintroduir colors vibrants com el rosa, el taronja, el corall, topazi i el turquesa. La seva roba també presentava colls oberts en triangle i donava importància a les línies posteriors. En els seus dissenys, les combinacions de color més tradicionals també van ser ben representades.
Conegut per ser una persona humil i propera, en oposició al caràcter altiu i distant de la majoria de dissenyadors parisencs, va confeccionar peces d'alta costura però sense perdre el sentit d'una roba pràctica al servei de les dones. Laroche va ser pioner a l'hora de crear vestits de dues peces pel mercat americà. L'any 1961, va traslladar el seu taller a l'avinguda Montaigne de París, on també va obrir una boutique amb la seva primera col·lecció de roba prêt-à-porter.
L'any 1966, a més de crear una línia per homes i obrir la botiga Guy Laroche Monsieur, Laroche va introduir Fidji, el seu primer perfum femení. L'eslògan d'aquest és: «La dona és una illa, Fidji és el seu perfum». Inspirat per L'Air du temps de Nina Ricci, és el primer on l'univers fondeja allò exòtic i llunyà. Va crear altres fragàncies, com ara:
- 1972 Drakkar
- 1977 J'ai Osé
- 1982 Drakkar Noir
- 1986 Clandestine

Molts dissenyadors coneguts han treballat a Laroche com ara: Azzedine Alaia l'any 1957; Valentino entre 1955 i 1958; Issey Miyake des del 1966 fins al 1968.
Laroche va ser nomenat Cavaller de la Legió d'Honor francesa el 1987.
Va morir a París el 17 de febrer de 1989, a l'edat de 67 anys.